# 小行星6715
小行星6715（英語：6715 Sheldonmarks）是一颗围绕太阳公转的小行星。1990年8月22日，亨利·E·霍爾特、大衞·李維在帕洛马山发现了此天体。
这颗小行星的绝对星等为213.03595等。